# Illes Bounty
Les Illes Bounty estan formades per un petit grup de 13 petites illes al sud de l'oceà Pacífic que pertanyen a Nova Zelanda.

## Descripció
Es troben a uns 670 km a l'est-sud-est de l'illa del sud de Nova Zelanda, 530 km al sud-oest de les illes Chatham i 215 km al nord de la Illes Antípodes. El grup és considerat com a Patrimoni de la Humanitat.
Es troben a 650 km al sud de l'Illa del Sud de Nova Zelanda i s'inclouen en l'agrupament administratiu de les illes subantàrtiques de Nova Zelanda.
No estan habitades pels humans però tenen nombrosa fauna de pingüins i albatros. Al segle xix s'hi caçaven foques. La superfície total del grup és només d'1,3 km² amb una alçada màxima de 90 metres.
Van ser descobertes pel capità William Bligh, el 1788, qui va les va batejar amb el nom del seu navili just alguns mesos abans del cèlebre motí del Bounty.